# Jordanita volgensis
Jordanita volgensis ist ein Schmetterling aus der Familie der Widderchen (Zygaenidae). Die Art wurde von Heinrich Benno Möschler anhand von Exemplaren aus Sarepta (heute ein Stadtteil von Wolgograd) 1862 als Ino volgensis beschrieben.

## Merkmale
Die Falter erreichen eine Vorderflügellänge von 11,5 bis 15,5 Millimeter bei den Männchen und 8,8 bis 9,5 Millimeter bei den Weibchen. Die Flügel sind transluzent und nur schwach beschuppt. Kopf, Thorax, Beine und Abdomen schimmern golden, bei der Unterart J. v. volgensis goldgrün und bei den Unterarten J. v. muelleri und J. v. grandis bläulich grün. Die Frons ist ungefähr doppelt so breit wie die Facettenaugen. Die Fühler sind kurz und schimmern bläulich grün. Sie bestehen aus 31 bis 34 Segmenten, bei den Weibchen sind sie schwach gesägt. Die Vorderflügeloberseiten schimmern golden, bei der Unterart volgensis goldgrün und bei den Unterarten muelleri und grandis bläulich grün. Die Hinterflügeloberseite und die Flügelunterseiten sind hellgrau. Die Weibchen sind deutlich kleiner als die Männchen, insbesondere bei Populationen, die große Männchen hervorbringen.
Bei den Männchen ist der Uncus lang und schlank. Die Valven sind dorsal verlängert und haben ventral einen kurzen, dreieckigen, spitz zulaufenden distalen Fortsatz. Der Aedeagus ist sehr kurz und verdickt. Er hat zwei große Cornuti; der kürzere ist nahezu gerade, der längere ist gekrümmt und proximal trichterförmig.
Das weibliche Genital ist sehr klein. Das Ostium ist relativ breit. Das Antrum ist gedrungen und etwa so breit wie das Ostium. Es ist durchscheinend, hat eine glatte Oberfläche und mündet in den gleich breiten, längsgefurchten Ductus bursae. Der Ductus bursae ist proximal breit und gerade, distal verengt er sich und ist gekrümmt. Das 8. Sternit und Tergit sind sehr groß und stark sklerotisiert.

### Unterarten
Gegenwärtig kennt man drei Unterarten:
- Jordanita volgensis volgensis (Möschler, 1862): Die Unterart zeichnet sich durch kleine Vorderflügel mit einer Länge von 11,5 bis 12,0 Millimeter aus. Die Vorderflügel sind durchscheinend, sie schimmern ebenso wie der Körper kräftig golden bis goldgün. Die Unterart besiedelt die Ebenen an der unteren Wolga, den Kaukasus und den Südural, das südliche Sibirien und den Norden Kasachstans.

- Jordanita volgensis muelleri Alberti, 1974: Die Unterart zeichnet sich durch kleine Vorderflügel mit einer Länge von 11,5 bis 12,5 Millimeter aus. Sie ist dichter beschuppt als die Unterart volgensis, die Vorderflügeloberseiten sind bläulich grün oder grün, der Körper ist dunkel und schimmert bläulich grün. Die Unterart ist in Transkaukasien beheimatet.

- Jordanita volgensis grandis Alberti, 1974: Die Unterart ist sehr groß und zeichnet sich durch eine Vorderflügellänge von bis zu 15,5 Millimeter bei den Männchen aus. Sie ist dichter beschuppt als die Unterart volgensis und kommt in der Türkei vor.

### Ähnliche Arten
In Transkaukasien kommt Jordanita paupera sympatrisch mit J. v. muelleri vor, beide Arten sind sich sehr ähnlich. In Russland ist Jordanita budensis vom Unterlauf der Wolga bis zum südlichen Ural sympatrisch mit J. v. volgensis, beide Arten sind sich ebenfalls sehr ähnlich. Die Exemplare der Unterart J. v. grandis sind in der Türkei sehr groß, dunkel und dicht beschuppt. Sie ähneln Jordanita notata, Jordanita hector und Jordanita kurdica, können aber genitalmorphologisch unterschieden werden.

## Verbreitung
Jordanita volgensis ist im Osten der Ukraine und auf der Krimhalbinsel, im Süden Russlands (von der Wolga bis in den Süden Sibiriens), in Transkaukasien, der Türkei und Syrien verbreitet. 
Die Art besiedelt Steppenbiotope.

## Biologie
Die Falter fliegen von Anfang Mai bis Juni. Die sonstige Lebensweise der Art ist bisher unbekannt.